# Liechtensteiner Cup 1992/93
Der Liechtensteiner Cup 1992/93 war die 48. Austragung des Fussballpokalwettbewerbs der Herren in Liechtenstein. Der FC Balzers gewann zum zehnten Mal den Titel.

## Teilnehmende Mannschaften
Folgende 16 Mannschaften nahmen am Liechtensteiner Cup teil:
| - FC Schaan - FC Schaan II - FC Schaan Azzurri - FC Vaduz - FC Vaduz II - FC Ruggell - FC Ruggell II - FC Triesenberg | - FC Triesenberg II - FC Balzers - FC Balzers II - USV Eschen-Mauren - USV Eschen-Mauren II - FC Triesen - FC Triesen II - FC Triesen Español |

## Achtelfinale
|                      | Ergebnis              |                   |
| -------------------- | --------------------- | ----------------- |
| FC Ruggell II        | 0:10                  | FC Triesenberg    |
| FC Triesen II        | 2:7                   | FC Schaan         |
| FC Schaan II         | 0:5                   | FC Balzers        |
| FC Balzers II        | 1:4                   | USV Eschen-Mauren |
| USV Eschen-Mauren II | 0:2                   | FC Vaduz          |
| FC Triesenberg II    | 1:7                   | FC Schaan Azzurri |
| FC Vaduz II          | 1:1 n. V. (3:5 n. E.) | FC Triesen        |
| FC Triesen Español   | 1:3                   | FC Ruggell        |

## Viertelfinale
|                   | Ergebnis |                   |
| ----------------- | -------- | ----------------- |
| FC Ruggell        | 1:4      | FC Schaan         |
| FC Schaan Azzurri | 1:10     | USV Eschen-Mauren |
| FC Triesen        | 1:2      | FC Vaduz          |
| FC Triesenberg    | 0:5      | FC Balzers        |

## Halbfinale
|                   | Ergebnis |            |
| ----------------- | -------- | ---------- |
| USV Eschen-Mauren | 0:1      | FC Balzers |
| FC Vaduz          | 1:2      | FC Schaan  |

## Finale
Das Finale fand am 20. Mai 1993 in Ruggell statt.
| Datum      |            | Ergebnis  |           |
| ---------- | ---------- | --------- | --------- |
| 20.05.1993 | FC Balzers | 5:2 n. V. | FC Schaan |